# ハーヴェイ・カイテル
ハーヴェイ・カイテル（Harvey Keitel, 1939年5月13日 - ）は、ニューヨーク・ブルックリン出身のアメリカ合衆国の俳優。

## 生い立ち
東ヨーロッパ移民のユダヤ人の両親の間に生まれる。16歳の時にアメリカ海兵隊へ参加しレバノンに出兵。20歳で除隊した後は靴のセールスマンを経てマンハッタンで裁判所速記官を務め生計を立てた。

## キャリア
友人の誘いで演劇を始めステラ・アドラーとリー・ストラスバーグに師事。
オフ・ブロードウェイでの経験を積む一方で、ニューヨーク大学の学生であったマーティン・スコセッシと知り合い、1967年、スコセッシの長編映画デビュー作品『ドアをノックするのは誰?』で映画デビュー。同年、エリザベス・テイラー主演の映画『禁じられた情事の森』にも出演している。1973年の『ミーン・ストリート』でも再びスコセッシとコンビを組んだが主演のカイテルは注目されず助演のロバート・デ・ニーロが注目されるという不運に見舞われた。本作以降デ・ニーロと共演することが多かった。その後も俳優養成学校であるアクターズ・スタジオの入学試験で10年連続の不合格となるなど苦労が絶えなかった。
スコセッシと4度目の共演となった映画『タクシードライバー』で売春宿のポン引き役を演じて話題となった。しかし、1979年公開の映画『地獄の黙示録』の主役、ウィラード大尉役に抜擢されるが、監督のフランシス・フォード・コッポラとの意見の相違、及び契約書の文面を巡って撮影開始わずか2週間後に降板（代役はマーティン・シーン）し、これが映画会社との間で「俳優の都合による契約違反」とされたためにハリウッドにおいて敬遠されるようになり、以後徐々に端役しか与えられなくなった。
そのため、活動の拠点をヨーロッパの映画に移し、リドリー・スコットらの作品に出演を重ねて復活のチャンスを地道に待った。1980年代に差し掛かってもありきたりなギャングといったステレオタイプな役ばかりしか演じる機会が無かった。しかし、この頃の経験が後に大きなチャンスをもたらすこととなる。
1991年、カイテルの低迷期に苦楽を共にしたスコットの監督作品『テルマ&ルイーズ』で義理人情に厚い刑事を演じて復活の兆しを見せると同年公開の映画『バグジー』ではアカデミー助演男優賞にノミネートされた。他にも幾つかの映画賞を受賞。翌1992年には出演と製作補を兼任した『レザボア・ドッグス』で映画俳優としての地位を取り戻した。
以降は「暴力的」というイメージからの脱却と、演じられる幅の拡大を求めて出演作品を慎重に選択するようになった。時には全裸も厭わない度胸と長年の経験で培われた演技力で幅広い分野に亘り数多くの作品に出演。また、キャリアを築く過程で幾度と無く辛酸を舐めた経験から資金力や公開の機会に乏しいインディペンデント映画に対して理解を示している。製作総指揮も務めたベトナム人監督トニー・ブイの『季節の中で』では、サンダンス映画祭において史上初のグランプリ・観客賞同時受賞を果たした。

## 私生活
女優のロレイン・ブラッコと12年間同棲し、1985年に長女ステラをもうけている。2001年、カナダ人の映画監督兼女優のダフナ・カストナーと結婚し、2004年に一男をもうけた。

## 主な出演作品
| 公開年 | 邦題 原題                                                                       | 役名                       | 備考                                                | 吹き替え                                                               |
| ------ | ------------------------------------------------------------------------------- | -------------------------- | --------------------------------------------------- | ---------------------------------------------------------------------- |
| 1967   | ドアをノックするのは誰? Who's That Knocking at My Door                          | J.R.                       |                                                     | （吹き替え版なし）                                                     |
| 1967   | 禁じられた情事の森 Reflections in a Golden Eye                                  | 兵士                       | クレジットなし                                      | （吹き替え版なし）                                                     |
| 1973   | ミーン・ストリート Mean Streets                                                 | チャーリー                 |                                                     | （吹き替え版なし）                                                     |
| 1974   | アリスの恋 Alice Doesn't Live Here Anymore                                      | ベン                       |                                                     | TBA                                                                    |
| 1975   | ザッツ・ザ・ウェイ・オブ・ザ・ワールド That's the Way of the World              | コールマン・バックマスター |                                                     |                                                                        |
| 1976   | タクシードライバー Taxi Driver                                                  | スポーツ・マシュー         |                                                     | 日高晤郎（TBS版） 東地宏樹（ソフト版） TBA（機内上映版）               |
| 1976   | 走れ走れ!救急車! Mother, Jugs & Speed                                           | スピード                   |                                                     |                                                                        |
| 1976   | ビッグ・アメリカン Buffalo Bill and the Indians                                 | エド・グッドマン           |                                                     | 山口健                                                                 |
| 1976   | ロサンゼルス・それぞれの愛 Welcome to L.A.                                      | ケン                       |                                                     | 若本規夫                                                               |
| 1978   | ブルー・カラー/怒りのはみだし労働者ども Blue Collar                             | ジェリー                   |                                                     |                                                                        |
| 1978   | デュエリスト/決闘者 The Duellists                                               | フェロー                   |                                                     | 麦人                                                                   |
| 1978   | マッド・フィンガーズ Fingers                                                    | ジミー・フィンガーズ       |                                                     |                                                                        |
| 1979   | イーグルス・ウィング Eagle's Wing                                               | ヘンリー                   |                                                     |                                                                        |
| 1980   | ジェラシー Bad Timing                                                           | 刑事                       |                                                     | （吹き替え版なし）                                                     |
| 1980   | スペース・サタン Saturn 3                                                       | ベンソン                   |                                                     | 坂口芳貞（LD版） 小川真司（フジテレビ版）                              |
| 1980   | SFデス・ブロードキャスト Deathwatch                                             | ロディ                     |                                                     |                                                                        |
| 1982   | ボーダー The Border                                                             | キャット                   |                                                     | 仲木隆司（TBS版）                                                      |
| 1983   | 愛と死の天使 Exposed                                                            |                            |                                                     |                                                                        |
| 1983   | コップキラー Copkiller                                                          | フレッド・オコナー         |                                                     |                                                                        |
| 1984   | 恋におちて Falling in Love                                                      | エド・ラスキー             |                                                     | 筈見純（フジテレビ版）                                                 |
| 1984   | ネモの不思議な旅/異次元惑星のプリンセスを救え!! Nemo                            | ミスター・レジェンド       |                                                     |                                                                        |
| 1985   | 世にも不思議なアメージング・ストーリー Amazing Stories                          |                            | テレビシリーズ、クリント・イーストウッド監督の一編  | 大和田伸也                                                             |
| 1985   | スター・ナイト El caballero del dragon (The Knight of the Dragon)               | 騎士クレバー               |                                                     |                                                                        |
| 1986   | 殺人モニター/裏切りの報酬 Blindside                                             | ペンフィールド             |                                                     |                                                                        |
| 1986   | 殺意の絆 Camorra (A Story of Streets, Women and Crime)                          | フランキー                 |                                                     |                                                                        |
| 1986   | オフビート Off Beat                                                             | ミッキー                   |                                                     |                                                                        |
| 1986   | メンズクラブ/真夜中の情事 The Men's Club                                        | ソリー                     |                                                     | （吹き替え版なし）                                                     |
| 1986   | インクアイリー/審問 L'inchiesta                                                 |                            |                                                     |                                                                        |
| 1987   | ピックアップ・アーチスト The Pick-up Artist                                     | アロンソ                   |                                                     |                                                                        |
| 1988   | ゴルバチョフへの手紙 Caro Gorbaciov                                             | ニコライ                   |                                                     | 池田勝                                                                 |
| 1988   | 最後の誘惑 The Last Temptation of Christ                                        | ユダ                       |                                                     | （吹き替え版なし）                                                     |
| 1989   | 乙女座殺人事件 The January Man                                                  | フランク・スターキー       |                                                     | （吹き替え版なし）                                                     |
| 1990   | マスターズ・オブ・ホラー/悪夢の狂宴 Due occhi diabolici                         | ロデリック・アッシャー     | 第2話「黒猫」                                       |                                                                        |
| 1990   | 黄昏のチャイナタウン The Two Jakes                                              | ジェイク・バーマン         |                                                     | 小林勝彦                                                               |
| 1991   | テルマ&ルイーズ Thelma & Louise                                                 | ハル・スローコム警部       |                                                     | 菅生隆之                                                               |
| 1991   | 愛を殺さないで Mortal Thoughts                                                  | ジョン・ウッズ捜査官       |                                                     | 堀勝之祐                                                               |
| 1991   | バグジー Bugsy                                                                  | ミッキー・コーエン         |                                                     | 小林勝彦                                                               |
| 1992   | バッド・ルーテナント/刑事とドラッグとキリスト Bad Lieutenant                    | 刑事                       |                                                     | （吹き替え版なし）                                                     |
| 1992   | レザボア・ドッグス Reservoir Dogs                                               | Mr. ホワイト               | 兼共同製作                                          | 堀勝之祐                                                               |
| 1992   | 天使にラブ・ソングを… Sister Act                                                | ヴィンス                   |                                                     | 堀勝之祐（ソフト版、日本テレビ版）                                     |
| 1993   | ライジング・サン Rising Sun                                                     | トム・グレアム刑事         |                                                     | 小川真司                                                               |
| 1993   | アサシン Point of No Return                                                     | ヴィクター                 |                                                     | 小島敏彦（ソフト版） 池田勝（日本テレビ版） 佐々木勝彦（テレビ朝日版） |
| 1993   | ピアノ・レッスン The Piano                                                      | ジョージ・ベインズ         | オーストラリア映画協会賞主演男優賞 受賞             | 樋浦勉                                                                 |
| 1993   | スネーク・アイズ Dangerous Game                                                 | エディ・イズラエル         | VHS発売時の邦題は『BODY／ボディ2 スネーク・アイズ』 | 稲葉実（VHS版）                                                        |
| 1993   | プレイデッド The Young Americans                                                | ジョン・ハリス             |                                                     | 堀勝之祐                                                               |
| 1994   | 詐欺/イマジナリークライム Imaginary Crimes                                      | レイ                       |                                                     |                                                                        |
| 1994   | ゆかいな天使/トラブるモンキー Monkey Trouble                                    | ショーティ・コーン         |                                                     | 穂積隆信                                                               |
| 1994   | パルプ・フィクション Pulp Fiction                                               | ウィンストン・ウォルフ     |                                                     | 西村知道                                                               |
| 1994   | サムバディ・トゥ・ラブ Somebody to Love                                         | ハリー                     |                                                     |                                                                        |
| 1995   | スモーク Smoke                                                                  | オーギー・レン             |                                                     | 堀勝之祐                                                               |
| 1995   | ユリシーズの瞳 To Vlemma tou Odyssea                                            | A                          |                                                     | （吹き替え版なし）                                                     |
| 1995   | ブルー・イン・ザ・フェイス Blue in the Face                                     | オーギー・レン             |                                                     | （吹き替え版なし）                                                     |
| 1995   | クロッカーズ Clockers                                                           | ロッコ・クレイン           |                                                     | 小林勝彦                                                               |
| 1996   | 真夏の出来事 Head Above Water                                                   | ジョージ                   |                                                     | 堀勝之祐                                                               |
| 1996   | フロム・ダスク・ティル・ドーン From Dusk Till Dawn                              | ジェイコブ・フラー         |                                                     | 大塚周夫（ソフト版） 野島昭生（Netflix版）                             |
| 1997   | フェアリーテイル FairyTale: A True Story                                        | ハリー・フーディーニ       |                                                     | 麦人                                                                   |
| 1997   | コップランド Cop Land                                                           | レイ                       |                                                     | 大塚周夫（ソフト版） 石田太郎（テレビ朝日版）                          |
| 1997   | バッド・デイズ City of Industry                                                 | ロイ                       |                                                     |                                                                        |
| 1998   | グレイスランド Finding Graceland                                                | エルヴィス                 |                                                     | 池田勝                                                                 |
| 1998   | ルル・オン・ザ・ブリッジ Lulu on the Bridge                                     | イジー・モーラー           |                                                     | 池田勝                                                                 |
| 1999   | 季節の中で Three Seasons                                                        | ジェームズ                 | 兼製作総指揮                                        |                                                                        |
| 1999   | ホーリー・スモーク Holy Smoke!                                                  | PJ ウォーターズ            |                                                     | 津嘉山正種                                                             |
| 2000   | FAIL SAFE 未知への飛行 Fail Safe                                                | ウォーレン・ブラック准将   | テレビ映画                                          | 坂口芳貞                                                               |
| 2000   | U-571                                                                           | ヘンリー・クロフ曹長       |                                                     | 池田勝（ソフト版） 坂口芳貞（テレビ朝日旧版、テレビ朝日新版）          |
| 2000   | リトル★ニッキー Little Nicky                                                    | サタン                     |                                                     | 大塚周夫                                                               |
| 2001   | 灰の記憶 The Grey ZOne                                                          | エリック・ムスフェルド軍曹 | 兼製作総指揮                                        | 青森伸                                                                 |
| 2001   | テイキング・サイド Taking Sides                                                 | スティーヴ・アーノルド     |                                                     | （吹き替え版なし）                                                     |
| 2002   | レッド・ドラゴン Red Dragon                                                     | ジャック・クロフォード     |                                                     | 池田勝（ソフト版） 有川博（テレビ東京版）                              |
| 2002   | シグナル・コネクション Beeper                                                   | ゾロ                       |                                                     |                                                                        |
| 2004   | ナショナル・トレジャー National Treasure                                        | ピーター・セダスキー       |                                                     | 村松康雄                                                               |
| 2004   | サン・ルイ・レイの橋 The Bridge of San Luis Rey                                 | アンクル・ピオ             |                                                     | （吹き替え版なし）                                                     |
| 2005   | Be Cool/ビー・クール Be Cool                                                    | ニック・カー               |                                                     | 水内清光                                                               |
| 2006   | ボディクライム 誘惑する女 A Crime                                               | ロジャー・カルキン         |                                                     | （吹き替え版なし）                                                     |
| 2006   | アーサーとミニモイの不思議な国 Arthur and the Minimoys                          |                            | 声の出演                                            |                                                                        |
| 2006   | 9.11 アメリカ同時多発テロ 最後の真実 The Path to 9/11                           | ジョン・P・オニール        |                                                     |                                                                        |
| 2007   | ナショナル・トレジャー リンカーン暗殺者の日記 National Treasure Book of Secrets | ピーター・セダスキー       |                                                     | 村松康雄                                                               |
| 2009   | イングロリアス・バスターズ Inglourious Basterds                                 | 無線の声（司令部）         | 声の出演 クレジットなし                             | 藤本譲                                                                 |
| 2009   | ハーヴェイ・カイテル 銃撃のレクイエム The Ministers                             | ジョセフ・ブルーノ         |                                                     |                                                                        |
| 2010   | ミート・ザ・ペアレンツ3 Little Fockers                                          | ランディ                   |                                                     | 高松直輝                                                               |
| 2010   | ラスト・ゴッドファーザー The Last Godfather                                     | ドン・カリーニ             |                                                     |                                                                        |
| 2012   | ムーンライズ・キングダム Moonrise Kingdom                                       | ピアース司令官             |                                                     |                                                                        |
| 2014   | グランド・ブダペスト・ホテル The Grand Budapest Hotel                           | ルドウィグ                 |                                                     | 竹本和正                                                               |
| 2015   | グランドフィナーレ Youth – La giovinezza                                        | ミック・ボイル             |                                                     | 野島昭生                                                               |
| 2015   | リディキュラス・シックス The Ridiculous 6                                       | トミー・ストックバーン     | Netflixオリジナル作品                               | 後藤哲夫                                                               |
| 2016   | アクト・オブ・ウォー CHOSEN                                                     | マックスの祖父             |                                                     |                                                                        |
| 2017   | マダムのおかしな晩餐会 MADAME                                                   | ボブ                       |                                                     |                                                                        |
| 2018   | 犬ヶ島 Isle of Dogs                                                             | ゴンド                     | 声の出演                                            | 土師孝也                                                               |
| 2018   | ラスト・マン 地球最後の男 The Last Man                                          | ノエ                       |                                                     |                                                                        |
| 2019   | アイリッシュマン The Irishman                                                   | アンジェロ・ブルーノ       |                                                     | 内田直哉                                                               |
| 2019   | 異端の鳥 The Painted Bird                                                       |                            |                                                     | （吹き替え版なし）                                                     |
| 2021   | ギャング・オブ・アメリカ Lansky                                                 | マイヤー・ランスキー       |                                                     |                                                                        |
| 2022   | ザ・ベーカー: 男の逆襲 The Baker                                                | 商人                       |                                                     | （吹き替え版なし）                                                     |
| 2022   | ナショナル・トレジャー 一族の謎 National Treasure: Edge of History              | ピーター・セダスキー       | Disney+オリジナルドラマシリーズ                     | 立川三貴                                                               |
| 2023   | ザ・ガーディアンズ 報復 Paradox Effect                                          | シルビオ                   |                                                     | 西垣俊作                                                               |

## 日本語吹き替え
主に堀勝之祐が多く吹き替えている。
このほかにも、大塚周夫、小林勝彦、野島昭生なども複数回、声を当てている。